# Blue Glacier
Der Blue Glacier (englisch für Blauer Gletscher) ist ein großer, 30 km langer und zwischen 3 und 6 km breiter Gletscher an der Scott-Küste des ostantarktischen Viktorialands. Er mündet rund 16 km südlich des New Harbour in den Bowers-Piedmont-Gletscher. 
Entdeckt wurde er von Teilnehmern der Discovery-Expedition (1901–1904) unter der Leitung des britischen Polarforschers Robert Falcon Scott, die ihn nach seiner blauen Farbe zum Zeitpunkt der Entdeckung benannten. 